# Поліція державної безпеки
Полі́ція держа́вної безпе́ки (порт. Polícia de Segurança Pública) — цивільна державна поліція Португальської Республіки. Складова португальських сил безпеки. Створена 1867 року. Займається охороною порядку і захистом прав громадян. Здійснює патрулювання у великих міських центрах Континентальної Португалії, а також острівних територіях — Азорських і Мадейрівських островах. Патрулювання провінційних містечок і сіл Континентальної Португалії виконує Національна гвардія. Підпорядковується Міністерству внутрішніх справ. Проводить профілактику злочинів, розглядає лише дрібні порушення закону. Серйозними злочинами займається окрема судова поліція. Особовий склад — близько 21 тисячі осіб. Абревіатура — PSP.

## Освіта
- Вищий інститут поліцейських наук і внутрішньої безпеки